# Egyetlenlicit-aukció
Az egyetlenlicit-aukció (egyszámjáték néven is ismert) egyfajta stratégiai játék, mely a klasszikus árverésekre emlékeztet. A nyertes általában a legkisebb egyetlen licitet tevő, de ennél sokkal ritkábban a legnagyobb egyetlen ajánlat tevőjét is jelölhetik nyertesként. Az egyetlenlicit-árveréseket gyakran használják verseny- vagy lottószerűen.

Habár a játék neve és a benne használt kifejezések aukcióra emlékeztetnek, közelebb áll a sorsoláshoz vagy a fogadáshoz.
A játék tehát matematikailag abból áll, hogy mindenki fogad egy pozitív egész számra, és azok közül a számok közül, amelyikre csak egyvalaki fogadott, a legkisebb (megtevője) nyer. A szerencsejátékot rendező bevétele a részvételi díjból (amit a játékban való részvételért kell fizetni) vagy a licitdíjból (amit az egyes tétek után kell fizetni) származik. A számokhoz pénzegységet rendelnek (pl. forint vagy dollár), a „licitlépcsőt” (a pozitív számok körét) úgy határozzák meg, hogy a nyertes szám ne legyen nagy (például 1 forint vagy 0,01 dollár), így a játék lezárásakor a nyertes tét csábítóan hasson a leendő játékosokra. A lezárult játékok esetében ugyanis általában nyilvánosságra hozzák a nyertes téteket, azonban megtévesztő ezeket vételárként feltüntetni, mivel a licitálás lehetőségéhez kötött díj ennek sokszorosa lehet. Akik nem nyernek, ezt a díjat nem kapják vissza.
Pozitív számra
| Licit | Licitálók száma | Eredmény                     |
| ----- | --------------- | ---------------------------- |
| 1 Ft  | 34              | nem egyetlen                 |
| 2 Ft  | 9               | nem egyetlen                 |
| 3 Ft  | 0               | nincs tét                    |
| 4 Ft  | 57              | nem egyetlen                 |
| 5 Ft  | 35              | nem egyetlen                 |
| 6 Ft  | 1               | legkisebb egyetlen (nyertes) |
| 7 Ft  | 17              | nem egyetlen                 |
| 8 Ft  | 1               | egyetlen, de nem a legkisebb |
| 9 Ft  | 8               | nem egyetlen                 |

A játékosok nem látják, hogy a többiek milyen téteket tettek meg. Ha egy új licitáló meg akarja nyerni a játékot, akkor nem elég egy új egyetlen licitet tennie, de az addigi nyertes tétet és a sajátjánál kisebb egyedi liciteket is meg kell tennie. Mivel ez rendkívül nehéz feladat elé állítaná a játékosokat, a játék szervezői információkat csepegtetnek: megadhatják, hogy a legkisebb licit milyen tartományban található, de szabhatnak licitmaximumot is, ezzel felülről is korlátozva a megtehető számok körét (az alsó korlát 0).
Magyarországon 2009 elején hirtelen több honlapot is létrehoztak egyetlen licit aukciós rendszerű szerencsejátékok szervezésére, ezek azonban egy éven belül megszűntek. 